# نادي ارارات طهران
نادي ارارات لكرة القدم (بالفارسية: باشگاه فوتبال آرارات تهران) ، هي نادي إيراني لكرة القدم، أسست عام 1944م وجددت تأسيسها عام 2014م، وتقع مقرها في العاصمة الإيرانية طهران.

## وصلات خارجية

### الموقع الرسمي
- (بالأرمنية) Official sports section of the Ararat Armenian Cultural Organization of Iran

### الموقع الإلكتروني للجماهير الرياضية
- (بالفارسية) Ararat FC Fan Blog